# カヨ・マタノ・ハッタ
カヨ・マタノ・ハッタ（Kayo Matano Hatta、1958年3月18日 - 2005年7月20日）はアメリカ合衆国出身の映画監督。

## 略歴
ハワイのホノルルに生まれる。スタンフォード大学を卒業後、カリフォルニア大学ロサンゼルス校で映画制作を学ぶ。そこで制作した短編映画"Picture Bride"を長編映画として制作しなおした『ピクチャーブライド』でデビュー。サンダンス映画祭で高い評価を得た。その後『ヒマラヤ杉に降る雪』を監督する話もあったが流れている。2005年にはハワイ人小説家ロイス・アン ヤマナカの著作を原作とした短編映画"Fishbowl"を制作。しかし同年、サンディエゴにて海難事故により死去し、完成作品を見ることはなかった。

## 監督作品
- ピクチャーブライド Picture Bride (1994)